# Афганпур, Амин
Амин Афганпур (1947, Кабул — 1998) — афганский писатель
, прозаик, журналист. В 1978 году входил в революционное правительство. Писал на пушту.

## Биография
Афганпур родился в 1946 году в Кабуле в небогатой семье. С 1969 года он работал в качестве журналиста а различных афганских газетах. С 1974 года сотрудник Радио Афганистана. После революции работал заместителем министра культуры и искусства Афганистана, а также министром информации и культуры.
Афганпур является автором трёх сборников рассказов: «Муска» (1983), «На гребне волн» (1985) и «Летнее стойбище» (1986). В 1986 году под впечатлением от поездки в южные и юго-восточные провинции, где шли военные действия, Афганпур написал роман «Жертва ради чаяний народа». Автор многочисленных статей в афганских газетах и журналах.
Афганпур умер в 1998 году.